# Cultura e lazer em Marabá
Cultura e lazer em Marabá são manifestações e espaços que caracterizam e fazem tornar conhecido o município de Marabá no sudeste do Pará. O conjunto de espaços de lazer e toda a espécie de cultura presente no município trazem muitos benefícios sociais e econômicos a Marabá.

## Espaços de lazer

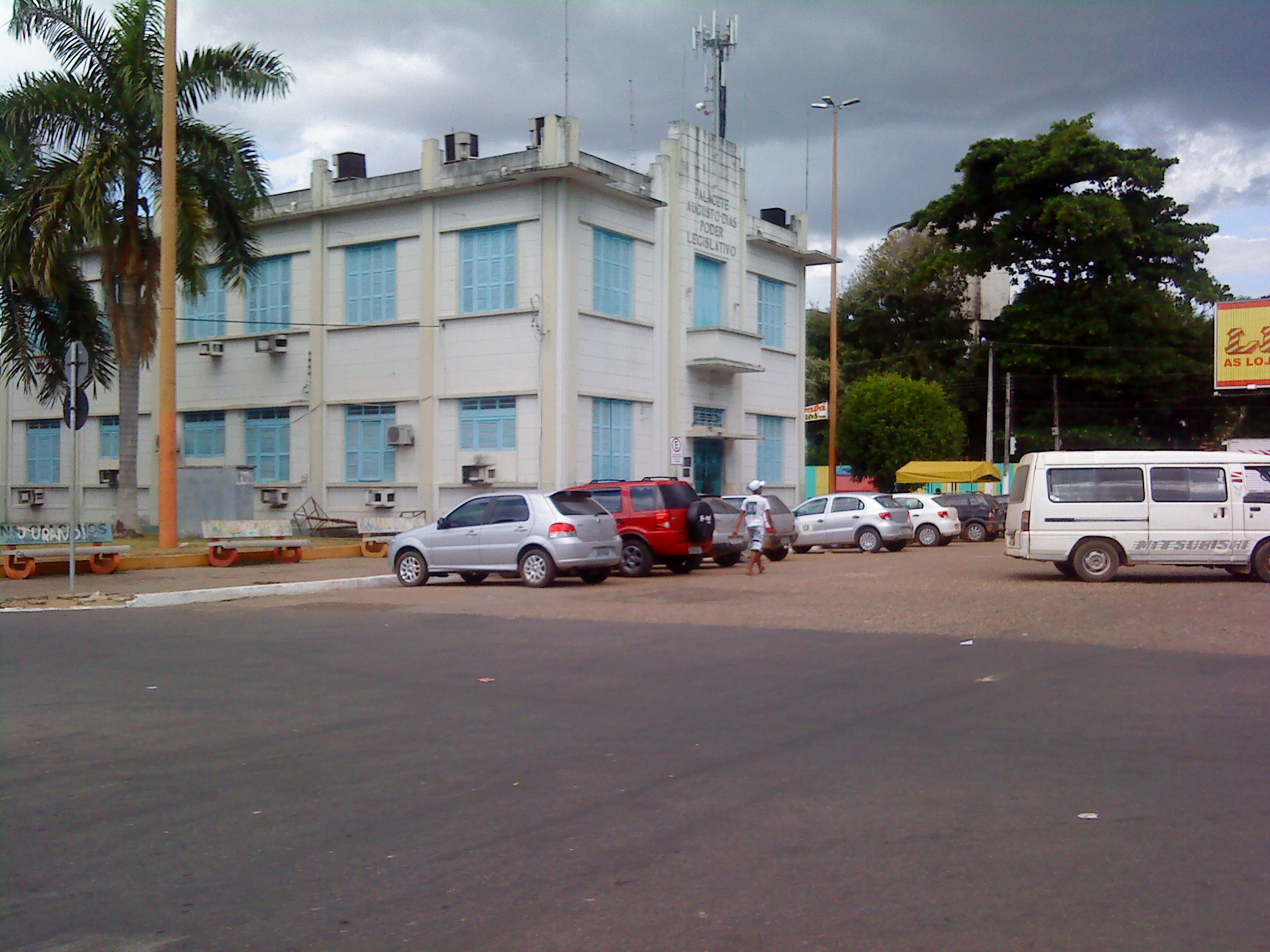
Palacete Augusto Dias.

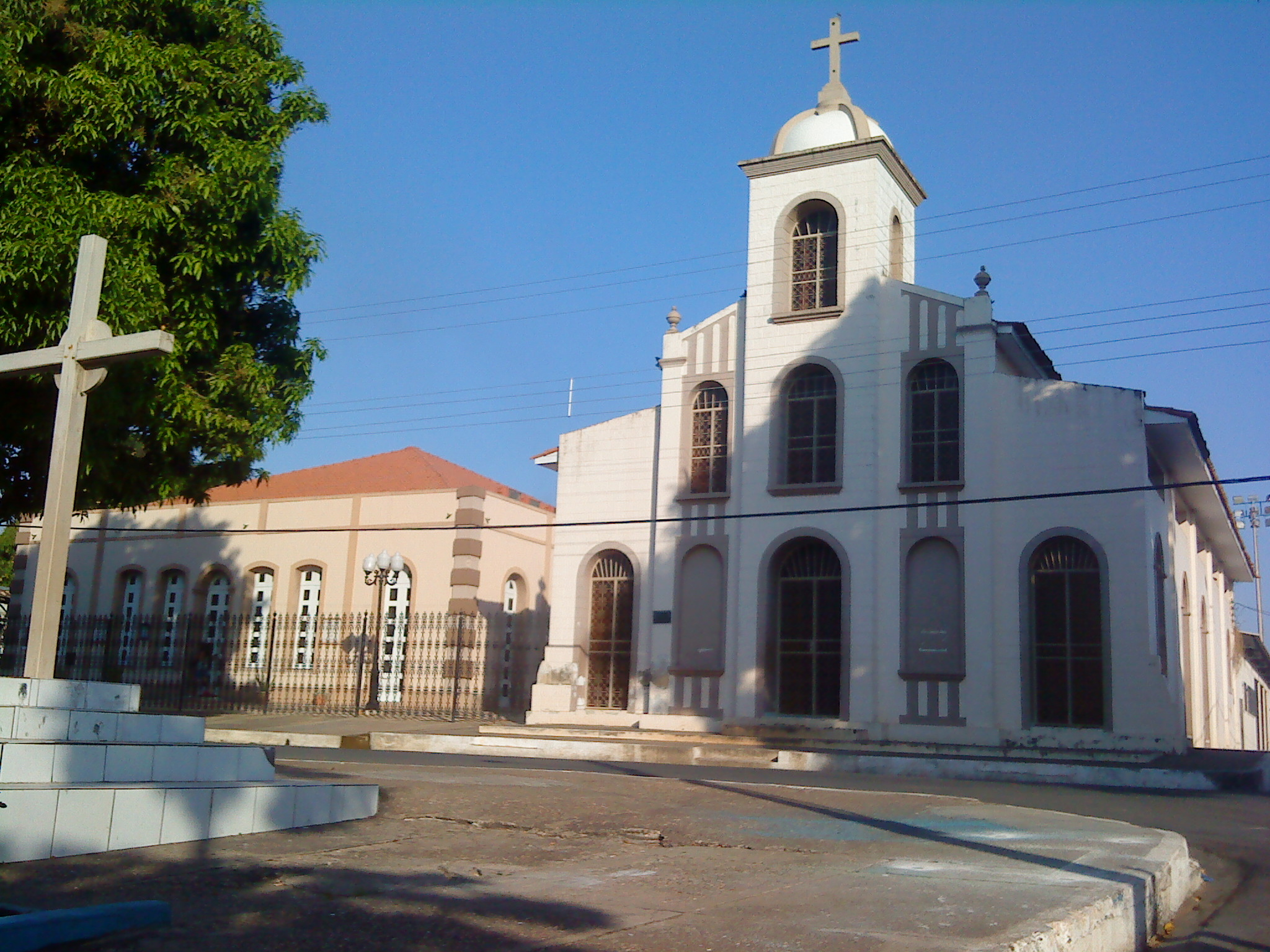
Igreja de São Félix de Valois e a Biblioteca Municipal Orlando Lima Lobo.

Uma das principais fontes de renda da cidade é o turismo. O município possui várias atrações turísticas, com destaque a seus grandes rios que além das praias oferece a pesca esportiva e a prática de esportes aquáticos.

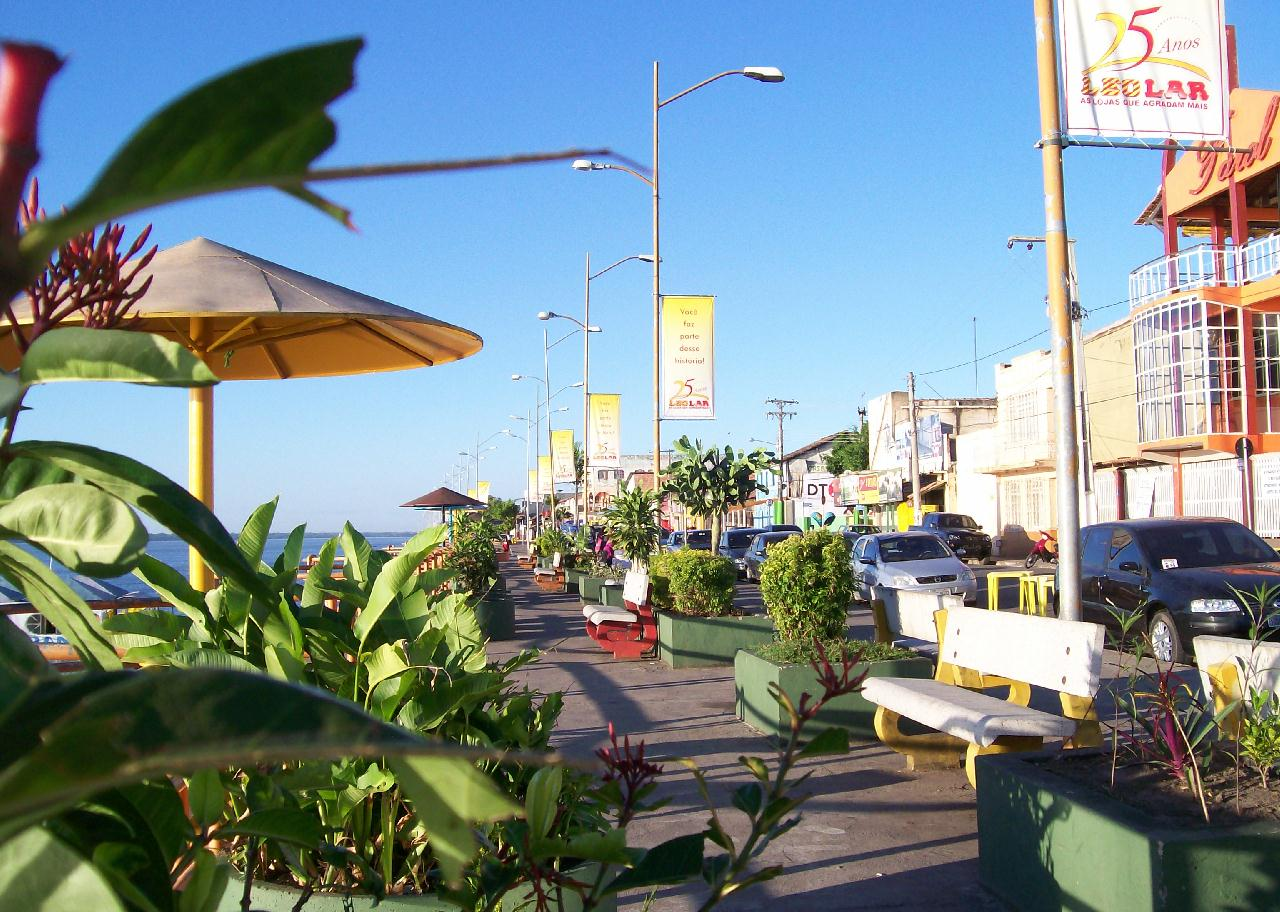
Orla Sebastião Miranda.

- Praia do Tucunaré: Uma das melhores opções de lazer da cidade é um dos pontos turísticos mais visitados. Emergente da vazante do rio Tocantins, logo após o período das chuvas a praia ocupa uma extensão de aproximadamente 5 km², sendo que três quartos são de areia fina e um quarto de formação vegetal. Situada em frente ao núcleo da Marabá Pioneira, as areias da ilha começam a ser avistadas em meados de abril, mas é na alta estação, em julho, que a procura é maior, tornando-a a atração principal.
- Parque Zoobotânico de Marabá: É uma grande área verde preservada que fica próxima a zona urbana da cidade. Ainda pouco visitado e conhecido, tem uma grande diversidade de fauna e flora.
- Praia do Geladinho: Localizada no bairro São Félix, surge também com a queda do nível das águas do rio Tocantins. Sua beleza natural ganha um toque especial com a visão da Ponte Mista de Marabá, que escoa o minério extraído da Serra dos Carajás.
- Igreja de São Félix de Valois: Foi a primeira capela construída em Marabá, como pagamento de uma promessa feita por Francisco Acácio, na década de 1920. A primeira construção foi destruída pela cheia de 1926 e outra igreja foi erguida no mesmo local. É o primeiro patrimônio histórico do município, tombado a 5 de abril de 1993. Localiza-se na Praça São Félix, no centro.

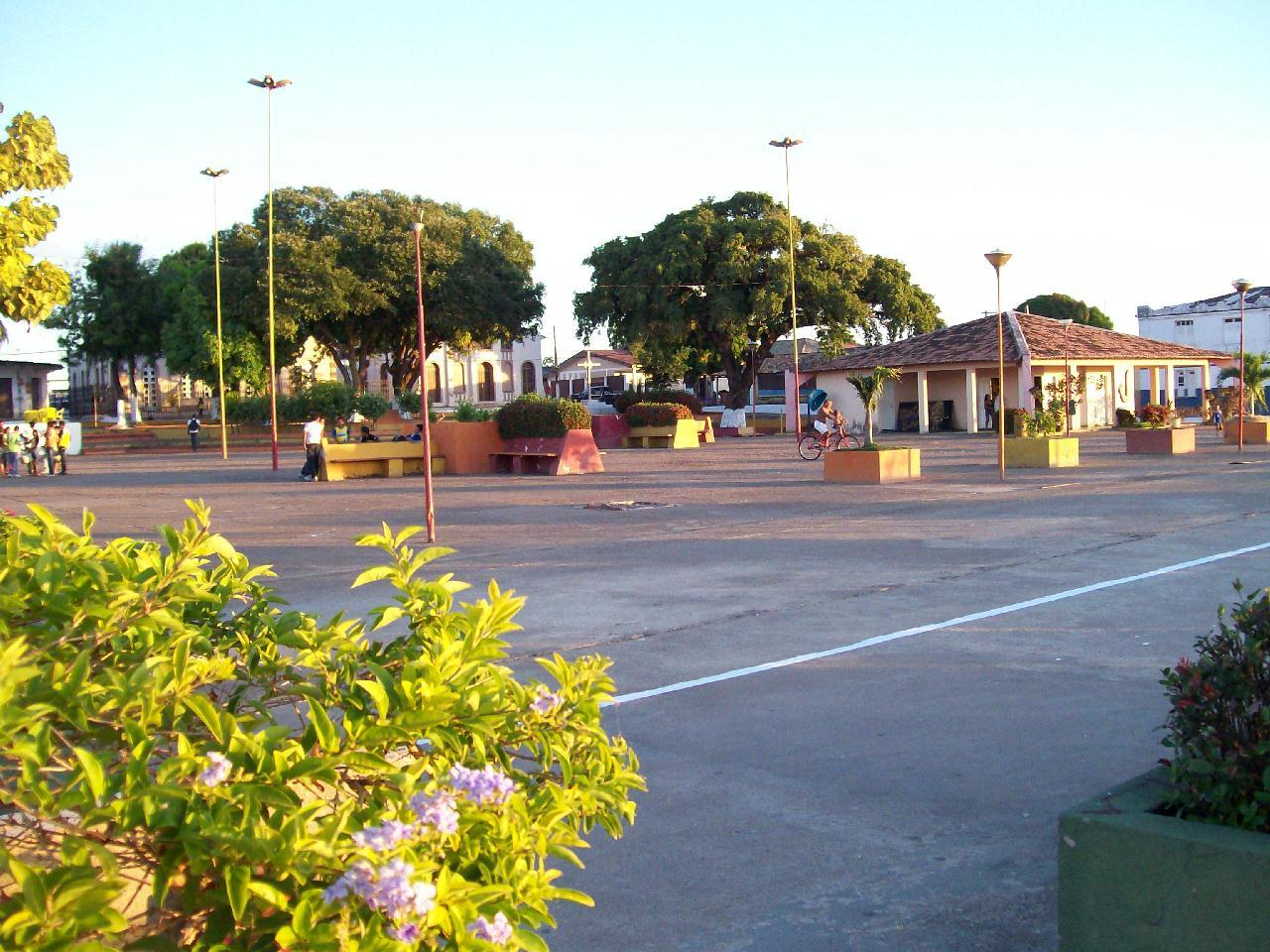
Praça São Félix de Valois.

- Palacete Augusto Dias: Antiga sede do Poder Legislativo foi construída na década de 1930 para servir como sede da Prefeitura, da Câmara Municipal e do Fórum. Foi transformado em um museu.[1]
- Museu Municipal de Marabá:

O Museu Municipal está instalado na Fundação Casa da Cultura de Marabá e abrange os seguintes setores: Setor de Antropologia, Setor de Botânica, Setor de Geologia, Setor de Arqueologia e Setor de Zoologia. Além de sediar escola de Música, o arquivo público municipal, o Museu faz diversos estudos sobre a região do Sudeste do Pará, resgatando e preservando a história local. O Museu tem o apoio e orientação do Museu Paraense Emílio Goeldi, em relação ao treinamento dos técnicos e identificação do material, através de convênio. O Museu Municipal de Marabá é uma das instituições mais respeitadas do Brasil no âmbito da pesquisa, resgate e preservação ambiental e histórica.

## Cultura e costumes
Culinária
A culinária marabaense se distingue um pouco da culinária paraense, mas tem muitos elementos desta, principalmente pelo fato de que todo o estado tem influencia indígena neste ponto. Porém, em Marabá, alguns pratos relevam-se em relação ao resto do Pará, tanto por fator cultural quanto por fator  étnico. Um exemplo disso é que o povoamento teve participação ativa de nordestinos, mineiros, goianos, palestinos e libaneses, que trouxeram para cá seus costumes e seus tipos de comida.
São as principais iguarias da culinária local e as que se integraram aos costumes: Marizabel, Suco natural de Guaraná da Amazônia, Tucunaré ao leite de Castanha do Pará, Cozidão de Bagre, Pão de queijo, Tacacá, Esfirra, Arroz-doce e Cuscuz.
Há ainda muitos doces típicos: Bolo cabeça de negro, biscoitos de castanhas, castanha cristalizada, creme de cupu, Mungunzá e torta de castanha.

Música, literatura e artes visuais

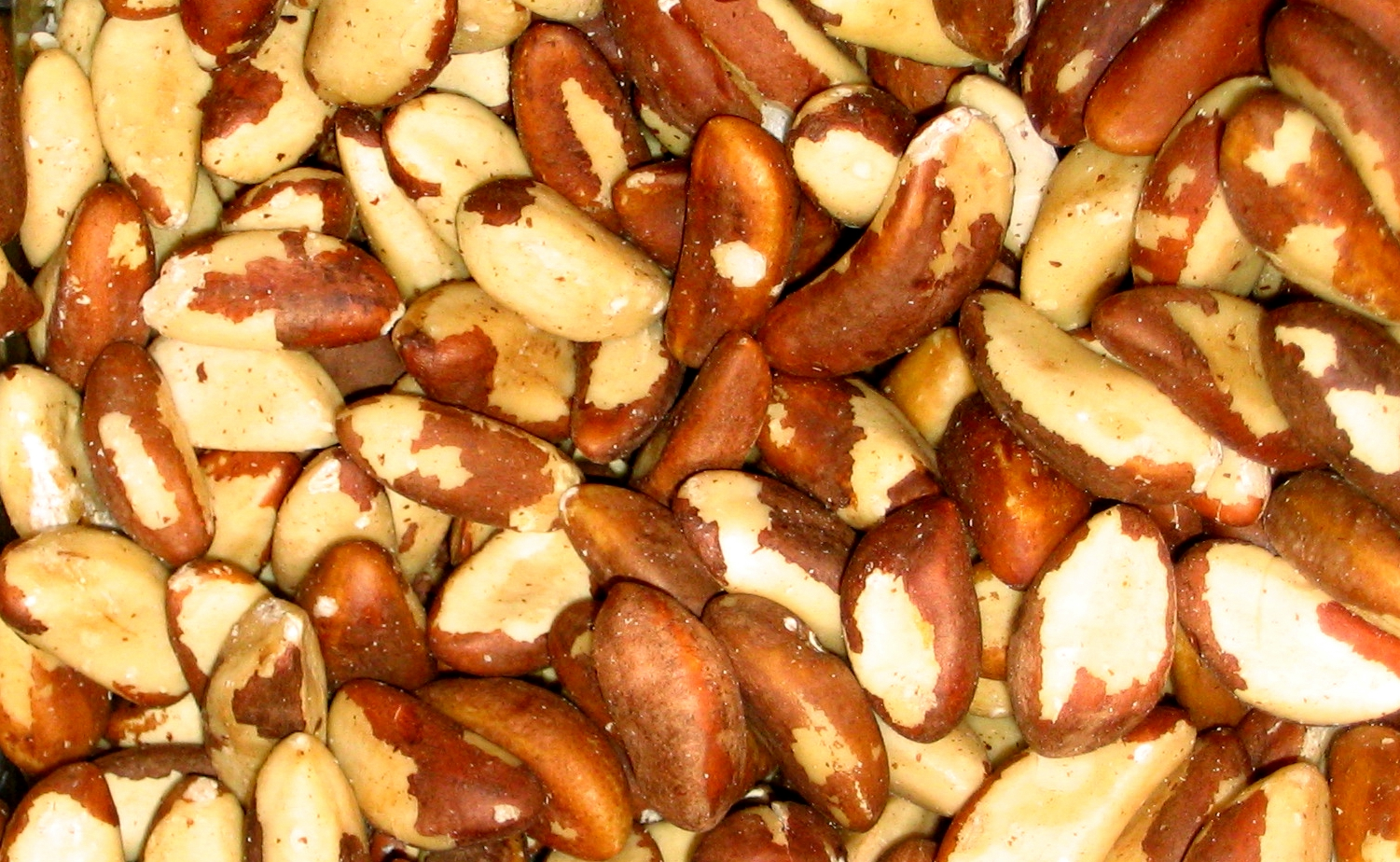
Castanha do Pará, fruta típica da culinária Marabaense.

Devido à intensa migração, ter trazido brasileiros de todas as partes para a cidade, a cultura local diferenciou-se da cultura tradicional paraense, inclusive na música. É possível observar a preferência pelos gêneros sertanejo, forró e reggae, distanciando-se um pouco do brega que é estilo musical predominante no Pará.
A influência de outras culturas se deu também no campo da literatura. As misturas decorrentes das migrações têm ocasionado a produção de uma literatura e de uma arte diferente e de qualidade, ou seja, uma significação positiva dos desdobramentos da migração como produtividade cultural enriquecida pelos cruzamentos. Os principais expoentes da literatura local são Airton Souza, Ademir Braz, Frederico Morbach, Abílio Pacheco, Creusa Salame, Maria Virgínia Bastos de Mattos, Janaílson Macedo, Charles Trocatte e Rosana Salame.
No campo das artes visuais, Marabá é reconhecida por ser um dos maiores centros difusores do nanquim amazônico, técnica chinesa que foi trazida para o município em 1985. Destacam-se, neste campo, os artistas Rildo Brasil e Domingos Nunes. Merecem menção ainda os artistas Augusto Morbach (artes plásticas), Alixa Art (artes plásticas), Elis Figueira (ecletismo e artes plásticas), Elton Lobo (pop art) e Bino Sousa (grafite).
Festas populares
Festas juninas
No mês de junho, Marabá busca preservar as tradições ao comemorar os festejos juninos. A Secretaria Municipal de Cultura abre inscrições para os grupos de bois-bumbá, quadrilhas roceiras e alegóricas, que fazem o espetáculo maior da festa caipira. Tradicionalmente a festa acontece na Praça Cipriano Santos (ou Praça São Félix de Valois), mas foi inovado em 1999, com apresentações em outros núcleos da cidade, com desfiles dos participantes na Avenida Antônio Maia, em direção ao Arraial da Praça, onde se encontram montadas barracas de comidas típicas e bebidas, completando o sucesso da festa.
Festejo de São Félix de Valois
São Félix de Valois (lê-se valoá) é o Padroeiro de Marabá. Todos os anos, uma festa é feita em sua homenagem. Durante dez dias, na praça da primeira igreja erguida na cidade acontecem quermesses com música ao vivo, comidas típicas, bingos, leilões entre outras opções.
A procissão que complementa as homenagens ao padroeiro acontece no dia 20 de novembro e percorre as ruas da Marabá Pioneira.

## Eventos
A cidade de Marabá sedia inúmeros eventos de repercussão nacional tais como:
- Ficam – Feira da Indústria, Comércio e Arte de Marabá

Show do O Rappa na Expoama.

Durante o período da feira, que acontece no mês de setembro, há shows com atrações regionais e nacionais, ações promocionais em estandes de empresas e praça de alimentação oferecendo comidas típicas. Cerca de 60 mil visitantes passam pelo evento.
- Feirarte – Feira de Arte e Artesanato de Marabá

Teve início em novembro de 1997 e ocupou espaço no calendário de eventos da cidade. Tem como objetivo comercializar e divulgar os produtos artesanais e das artes do município e região, que fazem a grande atração da feira com exposição de quadros, esculturas, pinturas em tecido e porcelana, artesanato em palha, vime, couro, madeira, vidro, gesso, barro, bordados em crochê e tapeçaria.
- Expoama

A Exposição Agropecuária de Marabá acontece no Parque de Exposições de Marabá e tem início sempre na primeira semana de julho. É um dos eventos mais prestigiados da cidade. Atrações artísticas a nível nacional, como duplas sertanejas, bandas de axé e de pop rock se apresentam na festa.
Um evento que oferece grandes oportunidades de negócios e de divulgação do trabalho de empresas dos mais diversos segmentos.
Semanas antes de sua abertura, as maiores fazendas e estabelecimentos comerciais organizam equipes para uma cavalgada que se inicia logo ao raiar do dia e acaba sendo uma abertura simbólica dessa grande festa.
A cada ano novos investidores apresentam seus produtos e serviços durante a exposição. A Expoama já ganhou notoriedade em todo o Brasil ao mostrar as excepcionais condições que a maior cidade do sul e sudeste do Pará oferece para implantação de novos negócios. Assim como a possibilidade de investimentos no agronegócio, o foco principal.
- Maraluar

O Maraluar é uma das maiores atrações do verão marabaense. Trata-se de um luau que ocorre na Praia do Tucunaré, onde todos os participantes se vestem ao estilo havaiano. O Maraluar é animado por bandas que se revezam desde o início da festa, às 11 da noite até o raiar do sol do dia seguinte.

## Esportes
Em Marabá a pratica de esportes vem ganhando cada vez mais espaço entre a população. Ações públicas e de entidades privadas buscam promover o hábito. A principal modalidade praticada é a corrida rústica, mas há também pratica de voleibol,basquete, kart, de paraquedismo,exploração de cavernas,futebol, entre outros.

### Futebol
Em Marabá destaca-se o Águia de Marabá fundado em 22 de janeiro de 1982. Em 2008, foi campeão da Taça Cidade de Belém, e em 2010, campeão da taça estado do Pará do Campeonato Paraense de Futebol, contudo ficou somente com o vice-campeonato nas duas edições. O time ainda disputa a série C do campeonato brasileiro, ficando na edição de 2008 na 5ª colocação, e na edição de 2010, também passou perto do acesso a série B. O principal estádio da cidade é o Zinho Oliveira, onde o Águia de Marabá e o Gavião Kyikatejê, mandam seus jogos pelos campeonatos oficiais.